# Пхая Каммао
Принц Пхая Каммао (лаос. ພະຍາ ຄຳມ້າວ ວິໄລ; 23 вересня 1911 — 13 жовтня 1984) — лаоський державний діяч, член королівської родини, виконував обов'язки прем'єр-міністра Лаосу від жовтня 1945 до квітня 1946 року.
Керував урядом Лао Іссара у вигнанні після відставки принца Петсарата. 1949 повернувся до Лаосу, де від наступного року обіймав посади міністра юстиції та міністра охорони здоров'я.
1955 року став головою Королівської ради Лаосу.